# Philipp Schickhart

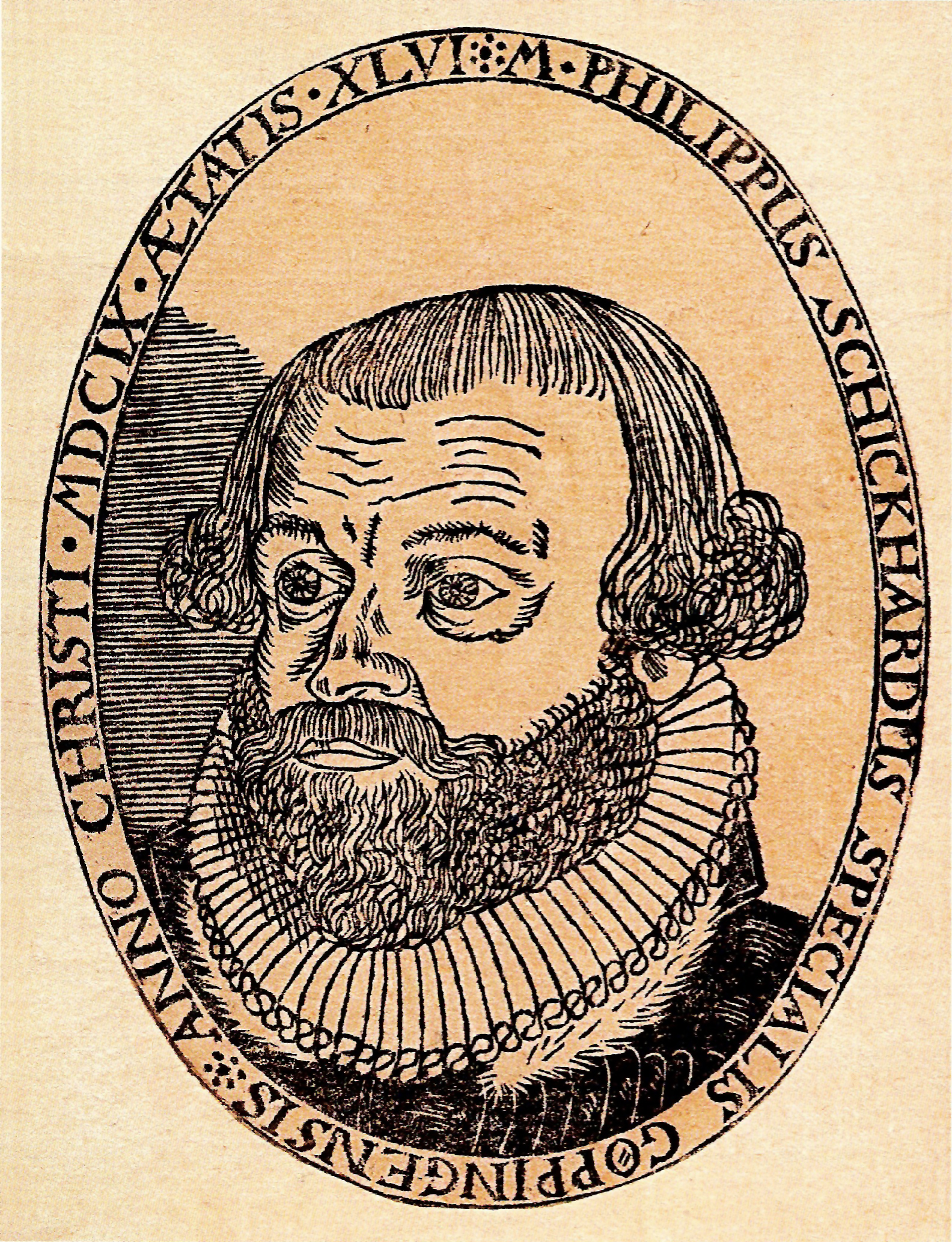
Philipp Schickhart (Holzschnitt von 1609, wahrscheinlich von Wilhelm Schickard)

Johann Philipp Schickhart (* 24. Juli 1562 in Herrenberg; † 7. Oktober 1635 in Göppingen) war ein württembergischer Theologe, der als Pfarrer, Dekan und Prälat tätig war. Er war ein Sohn von Lucas Schickhardt (I.) und somit ein jüngerer Bruder des berühmten Baumeisters Heinrich Schickhardt, sowie ein Onkel des späteren Professors Wilhelm Schickard.

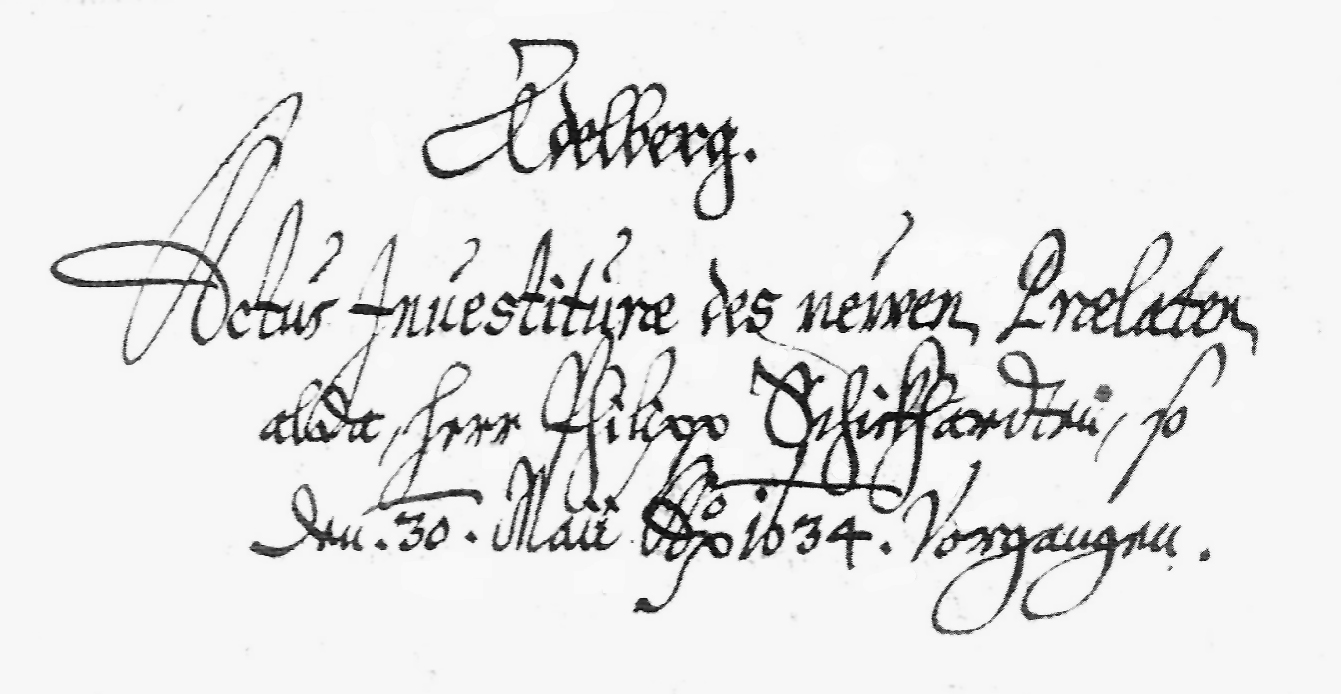
Notiz über die Investitur Philipp Schickharts in Adelberg am 30. Mai 1634

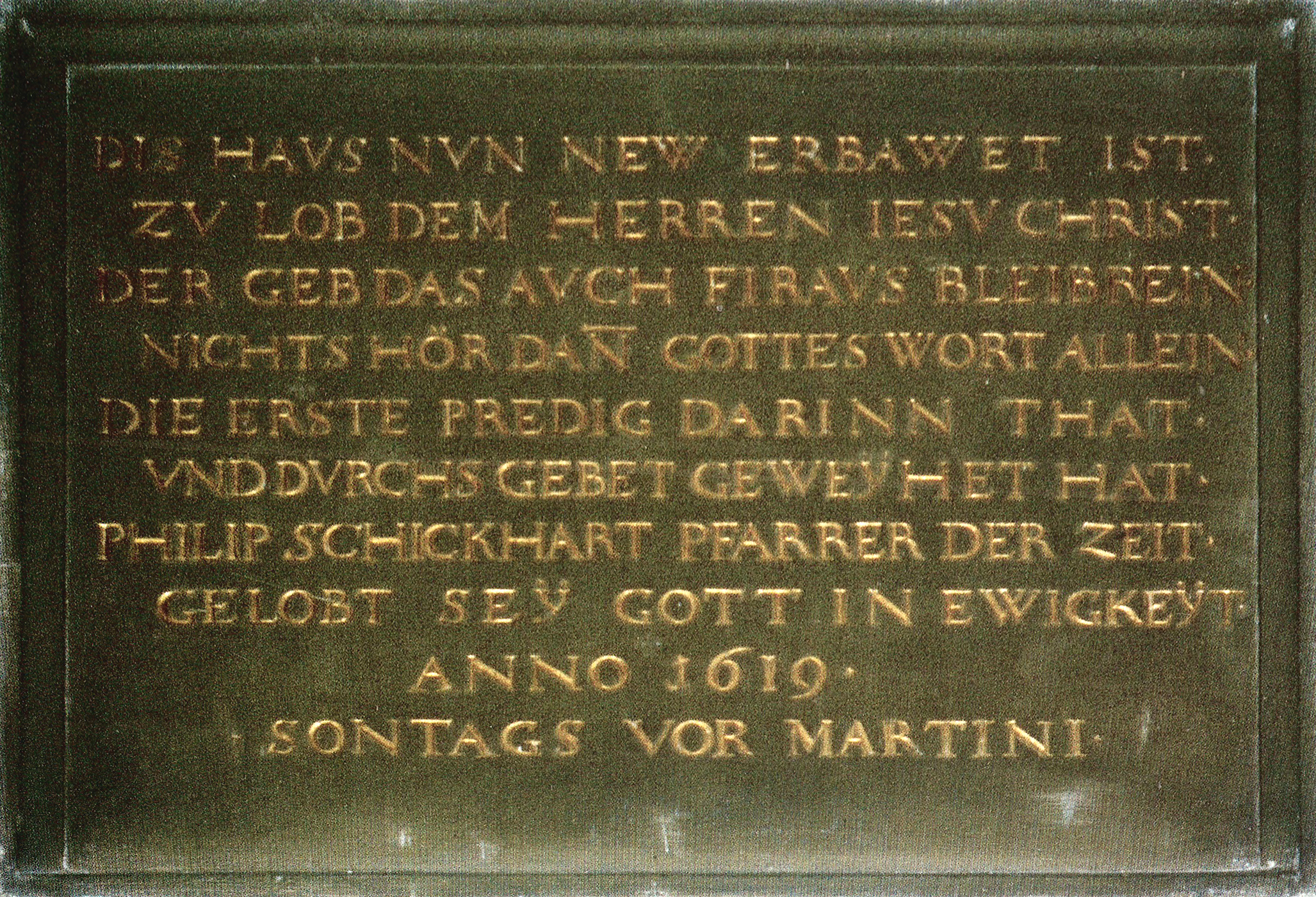
Gedenktafel zur Einweihung der Stadtkirche in Göppingen, 1619, die den damaligen Pfarrer, Philipp Schickhart erwähnt

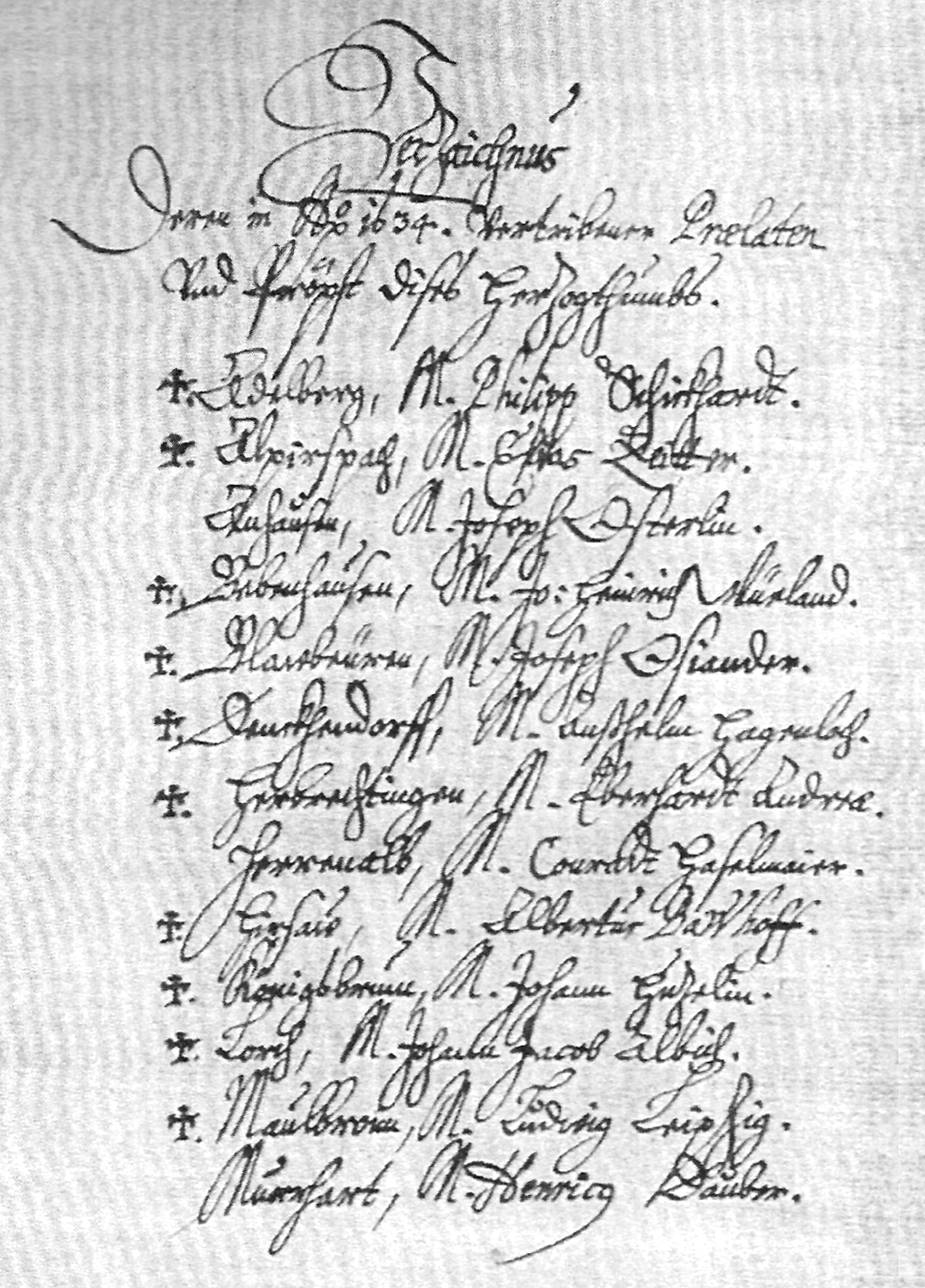
Verzeichnis der im Jahre 1634 vertriebenen evangelischen Prälaten. An erster Stelle ist Philipp Schickhart genannt.

## Leben
Philipp Schickhart war ein Sohn des Schreiners Lucas Schickhardt und seiner Ehefrau Anna geb. Hezer. Er wuchs in Herrenberg auf, wohnte dort in der Tübinger Straße, an der Stelle, wo jetzt das Haus 15 steht. Wie schon zuvor sein Cousin Paul Schickhardt entschied er sich für das Theologiestudium und am 10. November 1579 wurde er in Tübingen immatrikuliert. Am 23. März 1580 wurde er in Herrenalb zum Baccalaureus befördert. Am 21. Oktober 1581 nahm man ihn als Stipendiaten im Tübinger Stift auf. Da er über besonders gute mathematische Kenntnisse verfügte, gab er im Stift als Repetent Nachhilfeunterricht. Am 14. August 1583 wurde sein Studium mit der Verleihung des Magistergrads beendet.
Philipp Schickharts berufliche Laufbahn begann 1588 mit der Stelle des Diakons (d. h. eines Hilfspfarrers) in Kirchheim unter Teck. Ab 1591 war er Pfarrer in Haiterbach und ab 1593 in Waldenbuch. In den ersten Jahren seiner Arbeit bekam er zwei Söhne seines Bruders Heinrich, Heinrich (1592–1626) und Philipp (1596–1622), zur Obhut und Erziehung. Philipp wurde sogar bei ihm getauft.
1596–1609 war er Dekan in Güglingen. In dieser Zeit, von 1603 bis 1606, war er auch Pflegevater seines Neffen Wilhelm, da dessen Vater, Philipps Bruder Lucas (II.) früh verstarb. Philipp Schickhart brachte seinen Neffen mit der humanistischen Bildung in Berührung und führte ihn in die Grundzüge der Mathematik ein.
Seit 1610 war Philipp Schickhart Spezialsuperintendent in Göppingen, wo er zunächst in der Oberhofenkirche predigte. Am 7. November 1619 hielt er die Festpredigt zur Einweihung der neuen, von seinem Bruder Heinrich erbauten Stadtkirche, die anschließend sein Wirkungsort wurde. In der Kirche gibt es noch heute die Originaltafel, die daran erinnert. Die finanziellen Mittel für den Bau dieser Kirche organisierte Schickhart in „harmonischer Zusammenarbeit“ mit dem Apotheker und Bürgermeister von Göppingen, Benedikt Mergenthaler d. Ä. (1567–1640). Dessen Sohn, der Apotheker Benedikt Mergenthaler d. J. heiratete 1620 Schickharts Tochter Anna Maria († 1674).
Ab 1626 (Investitur am 14. Mai 1626) wirkte Schickhart als Abt und Prälat der Klosterschule Blaubeuren. Der Klosterverwalter beklagte sich, dass er gegenüber den Schülern zu freundlich und zu nachsichtig wäre. Als Prälat und Abt war Philipp Schickhart nicht nur herzoglicher Beamter, der für die Verwaltung der Klostergüter verantwortlich war, sondern er war gleichzeitig Abgeordneter in der Landschaft, wo er sein Klosteramt vertrat. Im Zusammenhang mit dem Restitutionsedikt des Kaisers Ferdinand II. erhob das Haus Habsburg Anspruch auf die Vogteirechte über das Kloster Blaubeuren, das dem Benediktinerorden zurückgegeben werden sollte. Nachdem eine kaiserliche Restitutionskommission am 12. September 1630 das Kloster von 50 Musketieren hatte besetzen lassen, wurden die Schüler, Lehrer und der Abt und Prälat Philipp Schickart vertrieben und das württembergische Wappen vom Klostertor entfernt. Er behielt zwar den Titel, aber zunächst war er ohne Beschäftigung. Erst 1633 wurde er vom Herzog Eberhard III. zum Prälaten und Abt des Klosters Adelberg ernannt, nachdem es diesem vorübergehend gelungen war, das Kloster aus der Macht der Kaiserlichen zurückzubekommen. Die feierliche Investitur Schickharts fand am 30. Mai 1634 statt.
Als die kaiserlich-kroatischen Horden nach der Schlacht bei Nördlingen im September 1634 in das Herzogtum Württemberg einfielen, befand sich Schickhart vermutlich in der nahen Stadt Schorndorf. Sie konnte vier Wochen lang von etwa 200 schwedischen Soldaten verteidigt werden. Doch am 24. November 1634 fiel sie und wurde anschließend unter der Führung des Generalleutnants Graf Matthias Gallas verbrannt. Philipp Schickhart gehörte zu den wenigen Überlebenden.
Während des Besuchs bei seiner Tochter Ursula, der Ehefrau des Untervogtes von Blaubeuren Conrad Hayd, starb Philipp Schickhart am 7. Oktober 1635 in Göppingen an der Pest. Seine Tochter Ursula starb einen Tag später.
Philipp Schickhart hatte mit seiner Frau Ursula einen Sohn und drei Töchter. Der Sohn, Philipp Schickhart (II.) (* 1590 in Kirchheim; † 5. Februar 1636, verheiratet mit Christina geb. Fritzlin, einer Tochter des Bürgermeisters von Güglingen Jerg Fritzlin), der Pfarrer von Horkheim war und drei Kinder hatte, darunter den Sohn Philipp (III.), starb vier Monate nach seinem Vater ebenfalls an der Pest.
Philipp Schickhart verfasste in seinem Leben unzählige Predigten. Überliefert sind nur wenige – überwiegend Leichenpredigten zum Tod örtlicher Honoratioren, die sich mit exegetischen Themen befassen. Es gibt darunter aber auch solche, die allgemeine Lebensberatung betreffen.

## Schriften

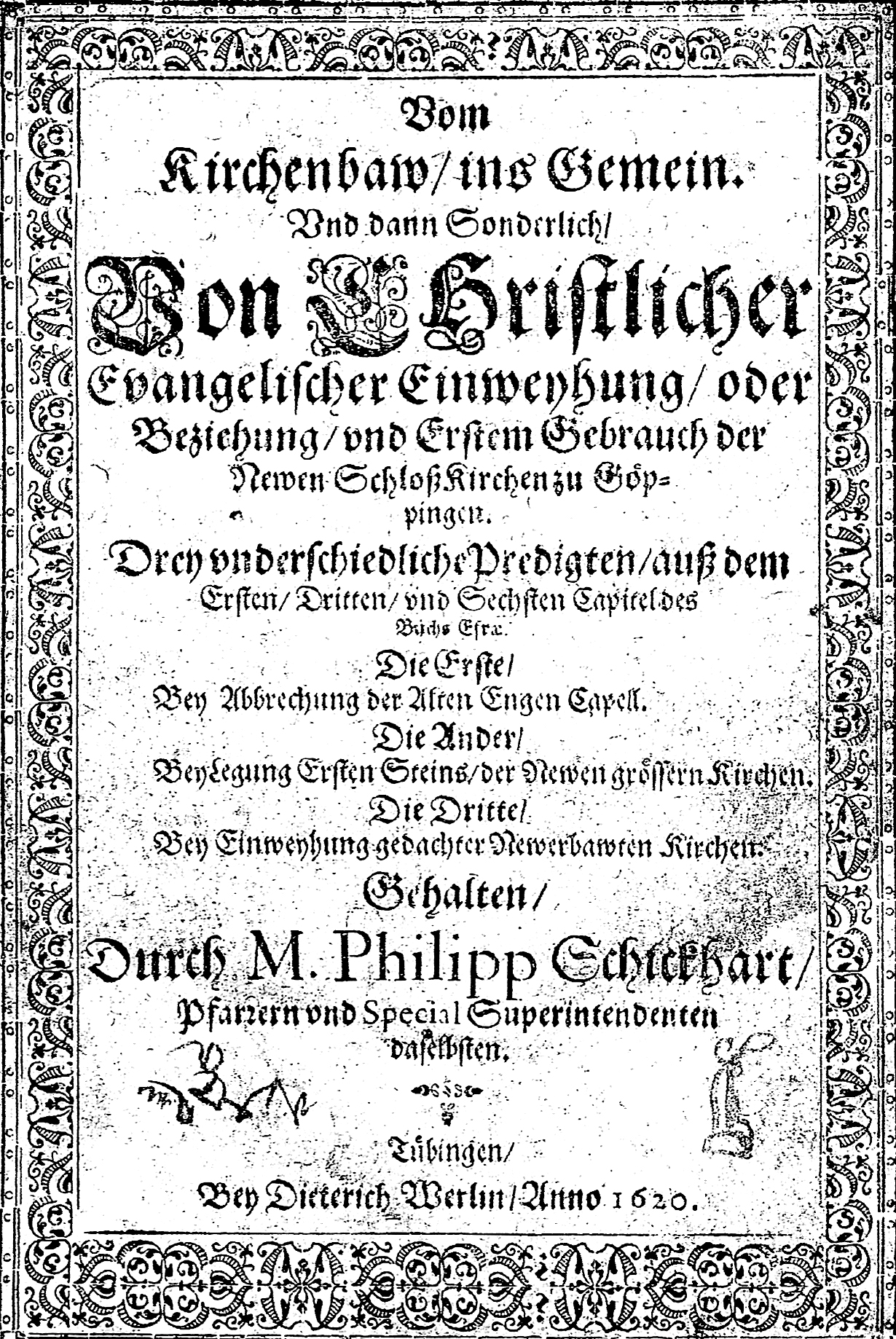
Schrift von Philipp Schickhart Vom Kirchenbaw ins Gemein (1620, Titelblatt)

- 1591 Ein Predigt Bey der Leich vnnd Begräbnus des wolgelehrten vnnd Gottseligen Jünglings Matthei Feikelmans des Jüngeren von Nürtingen ..., Tübingen : Georg Gruppenbach (20 Seiten)
- 1597 Leichpredigt Bey der Begräbnus der Ehrn vnd Tugentreichen Frawen Maria des Ehrnhafften vnd fürnemen Herrn Georg Fritzlins, Bürgermeisters zu Güglingen ..., Tübingen : Georg Gruppenbach (14 Seiten)
- 1600 Vnterricht vnd Trostpredigt für schwangere geberende Weiber Gehalten Bey der Begräbnus der Ehrn Tugentsamen vnd Gottsförchtigen Frawen Anna Eplerin des Lorentz German Stattschreibers in Güglingen ..., Tübingen : Georg Gruppenbach (20 Seiten)
- 1608 Ordinations-Predigt bei der Einsegnung zweier Kirchendiener in Brackenheim, Tübingen
- 1610 Zwo christliche Predigten gethan bey den Begräbnussen 1. des ... Joh. Georgii Magni, Pfarrers zu Lauffen, 2. des ... Martini Rügers, Pfarrers zu Kürcheim am Neckar, Stuttgart : Grieb (60 Seiten)
- 1612 LeichPredigt vber dem Absterben Deß weylund Ehrnvösten Vorgeachten vnd Wolgelehrten HErrn M. Caspar Satlers ... Statt-Schreibers und Notarii Publici zu Göppingen, Stuttgart : Johann Weyrich Rösslin (18 Seiten)
- 1615 Zwo christliche Predigten über der Buß und Bekehrung eines Jünglings, welcher sich ... dem bösen Geist auf siben Jahr lang mit Leib und Seel ergeben ..., Stuttgart : Reßlin (52 Seiten)
- 1616 Christliche Leichpredigt Vber dem Absterben Weilund Deß Ehrnvesten vnd Hochgelehrten Herrn Johann Oechslins der Artzney Doctorn vnd der Statt Göppingen bestellten Physici ..., Tübingen : Dieterich Werlin, (20 Seiten; enthält auch Oechslins Porträtholzschnitt von Wilhelm Schickard nach einer Vorlage)
- 1617 AbendLiecht. Auß dem Propheten Sacharia am vierzehenden Capitel ..., Tübingen : Dieterich Werlin, (50 Seiten)
- 1620 Vom Kirchenbaw ins Gemein. Vnd dann Sonderlich Von Christlicher Evangelischer Einweihung oder Beziehung vnd Erstem Gebrauch der Newen SchloßKirchen zu Göppingen. Drey vnderschiedliche Predigten auß dem Ersten, Dritten vnd Sechsten Capitel des Buchs Esræ, Tübingen : Dieterich Werlin (50 Seiten; mit hebräischen Versen von Wilhelm Schickard) - als Microfiche in der Württembergischen Landesbibliothek Stuttgart, Bestand Schickhard 6184 - Die Daten im Dokument beziehen sich auf den bis 1700 in Württemberg noch gültigen Julianischen Kalender. Der bereits 1582 eingeführte Gregorianische Kalender wurde insbesondere von den protestantischen Gebieten europaweit nur schrittweise übernommen.
- 1621 Predigt vom Wunderzeichen der feurigen und schießenden Strahlen ..., Tübingen Johann Weyrich Rößlin - als Microfiche in der Württembergischen Landesbibliothek Stuttgart
- 1631 Zwo christliche Predigten über der Buß und Bekehrung eines Jünglings, Tübingen : Geyßler (48 Seiten)